# مقابر الخوخة

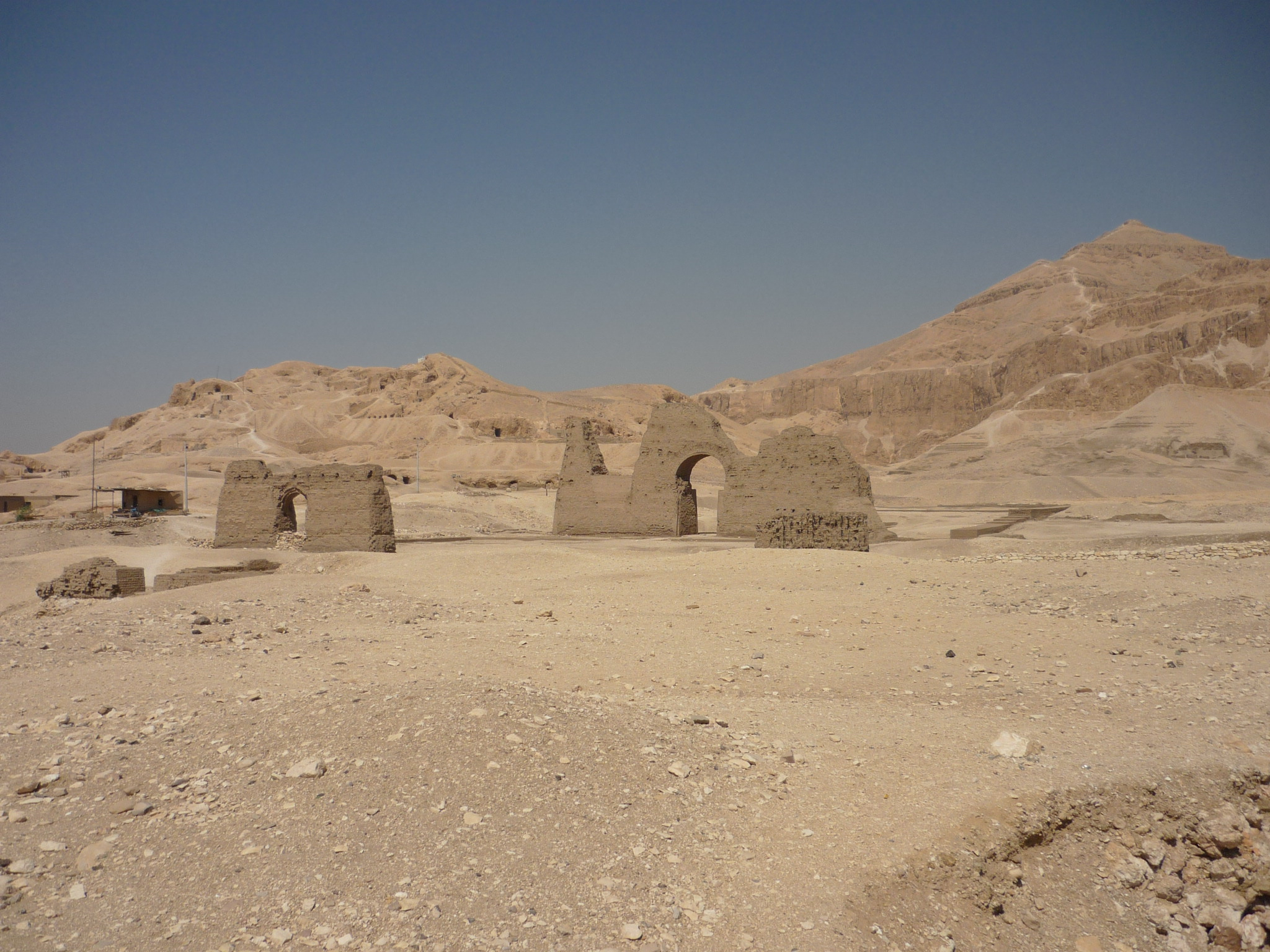
جبانة الخوخة ، طيبة (الأقصر) ، مصر

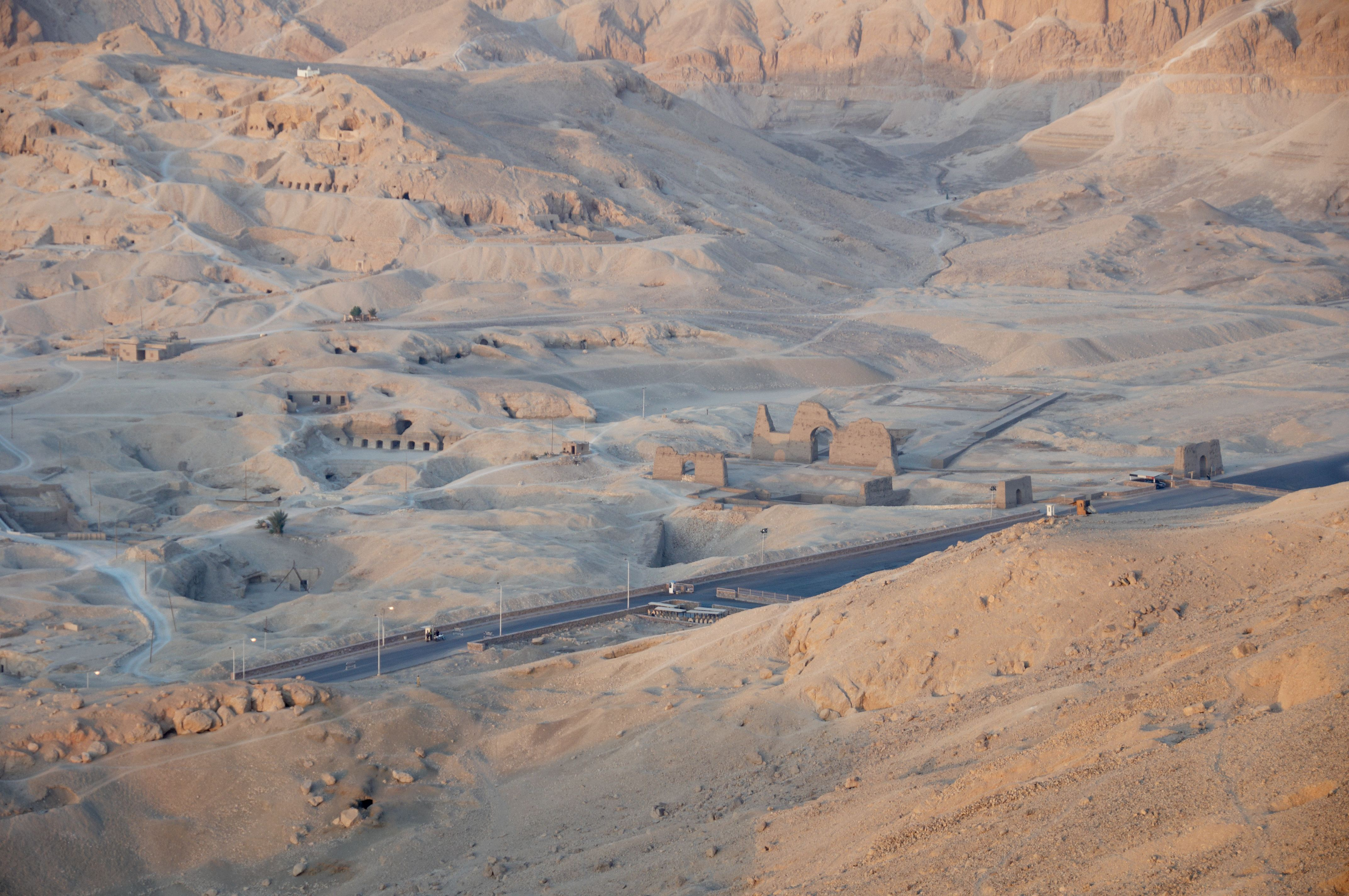
منظر علوي للخوخة.

جبانة الخوخة تقع على الضفة الغربية لنهر النيل في طيبة (الأقصر) بصعيد مصر ، و تحيط الجبانة بتلة (جبل) و تنقسم جغرافياً إلى منطقتين خوضة عليا (فوق الجبل) و خوضة سفلى (اسفل الجبل) و يوجد بها خمس مقابر من عهد الدولة القديمة و أكثر من 50 مقبرة من عهود الأسرات 18 و19 و20 وكذلك بعض المقابر من عصر الاضمحلال الأول والفترة المتأخرة.

## المقابر
يوجد في الجبانة المقابر تحت أرقام:
- TT39
- TT48
- TT49
- TT172-TT187
- TT198-TT209
- TT238
- TT245-TT248
- TT253
- TT254
- TT256-TT258
- TT264
- TT294-TT296
- TT362-TT265
- TT369-TT374
- TT405
- B1-B3

## أشهر أصحاب المقابر في الجبانة

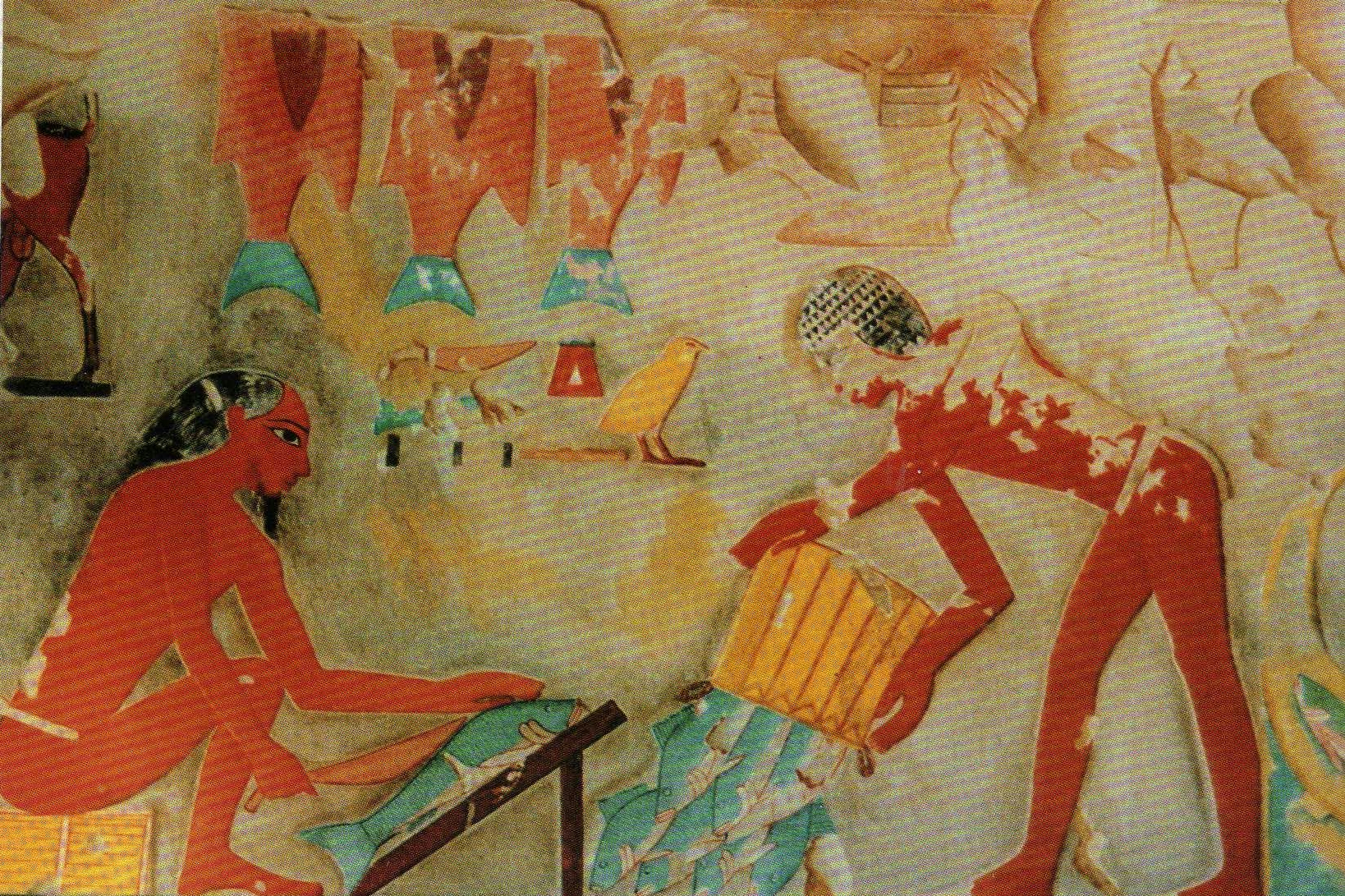
منظر من مقبرة كاهن آمون بومرع (TT39)

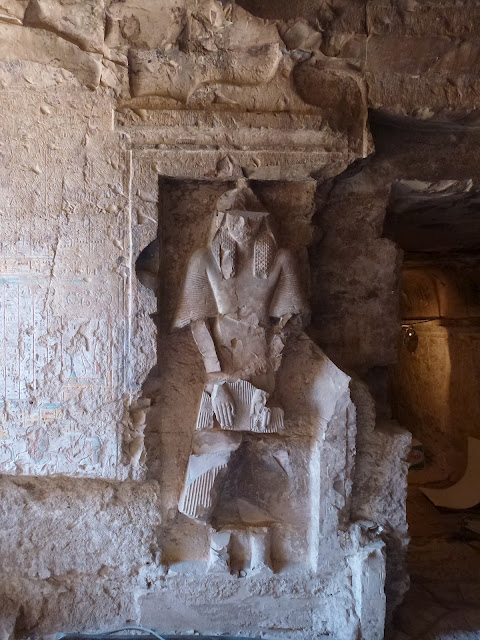
تمثال للوزير نفر منو من مقبرته (TT184)

- بومرع (TT39) : الكاهن الثاني لآمون من عهد الملك تحتمس الثالث ، الأسرة 18 [4]
- نفر منو (TT184): محافظ طيبة والكاتب الملكي من عهد الملك رعمسيس الثاني ، الأسرة 19 [5]

## الهوامش
1. ↑  نموذج من: مكان.
2. ↑  Porter and Moss, Topographical Bibliography: The Theban Necropolis
3. ↑  Theban Tomb List from Digital Egypt (UCL) نسخة محفوظة 17 نوفمبر 2012 على موقع واي باك مشين.
4. ↑  "Tomb of Puimre (TT39) to be restored by Mexican Team". مؤرشف من الأصل في 2017-01-26. اطلع عليه بتاريخ 2008-04-20.
5. ↑  Porter and Moss, Topographical Bibliography: The Theban Necropolis, pg 290-291